# Dia Mundial de Sensibilització sobre l'Autisme
El Dia Mundial de Sensibilització sobre l'Autisme és un dia internacional que se celebra el 2 d'abril de cada any, que té com a objectiu animar els Estats membres de les Nacions Unides a prendre mesures per conscienciar sobre persones amb trastorns de l'espectre autista, inclosos l'autisme i la síndrome d'Asperger a tot el món. Va ser designat per la resolució de l'Assemblea General de les Nacions Unides (A / RES / 62/139). Dia Mundial de Conscienciació sobre l'Autisme ", aprovat en consell l'1 de novembre de 2007 i aprovat el 18 de desembre de 2007. Va ser proposat per Mozah Bint Nasser Al-Missned, el representant de les Nacions Unides de Qatar i consort a l'emir Hamad Bin Khalifa Al-Thani, i amb el suport de tots els estats membres.
Aquesta resolució es va aprovar i va adoptar sense vot a l'Assemblea General de les Nacions Unides, principalment com a complement a les iniciatives anteriors de les Nacions Unides per millorar els drets humans.
El Dia Mundial de l'Autisme és un dels set dies oficials de les Nacions Unides específics per a la salut. El dia en si reuneix organitzacions autistes individuals a tot el món per ajudar en investigacions, diagnòstics, tractament i acceptació de les persones amb un camí del desenvolupament afectat per l’autisme.
Els termes "Dia de la consciència de l'autisme" i "Mes de la consciència de l'autisme" són sovint disputats pels defensors dels drets de l'autisme, que afirmen que s'alimenten del percebut capacisme contra persones autistes. Aquests grups, inclosa la Xarxa de Defensa Autista, defensen que s'utilitzi el terme "Acceptació de l'autisme" com a alternativa per als dos esdeveniments, creient que promou superar els prejudicis anti-autistes en lloc de simplement augmentar la consciència de l'autisme.

## Components
La resolució original tenia quatre components principals:
- l'establiment del segon dia d'abril com a Dia Mundial de Consciència sobre l'Autisme,[11] partir del 2008
- invitació als estats membres i altres organitzacions rellevants de l'ONU o del sistema social internacional, incloses les organitzacions no governamentals i el sector privat, per crear iniciatives per conscienciar la ciutadania sobre l'autisme
- anima els estats membres a sensibilitzar sobre l’ autisme a tots els nivells de la societat
- demana al secretari general de l'ONU que faci arribar aquest missatge als estats membres i a totes les altres organitzacions de l'ONU[12]

## Temes
Durant els darrers anys, cada dia mundial de conscienciació sobre l’autisme s'ha centrat en un tema específic determinat per l’ONU.
- 2012: "Llançament del segell" de sensibilització oficial de l'ONU[13]
- 2013: "Celebrant la capacitat dins de la discapacitat de l'autisme"[14]
- 2014: "Obrint portes a l'educació inclusiva "[15]
- 2015: "Ocupació: l'avantatge de l'autisme"[16]
- 2016: "L'autisme i l'agenda 2030: inclusió i neurodiversitat "[17]
- 2017: "Cap a l'autonomia i l'autodeterminació"[18]
- 2018: " Empoderar les dones i les nenes amb autisme"[19]
- 2019: " Tecnologies d'assistència, participació activa"[20]
- 2020: "La transició a l'edat adulta"[21]
- 2021: " Inclusió en el lloc de treball"[21]

## Iniciatives destacades
El 2014, WAAD va coincidir amb el dimecres Onesie, un dia creat per la National Autistic Society per animar la gent d’Anglaterra, Gal·les i Irlanda del Nord a mostrar el seu suport a qualsevol persona de l’ espectre autista. Amb l'ús d'un onesie o pijames, els participants estan dient, "està bé ser diferent".

## Resultats
En una proclamació presidencial del 2015, el president Obama va destacar algunes de les iniciatives que el govern dels Estats Units estava prenent per donar drets a les persones amb autisme i conscienciar el trastorn. Va destacar coses com The Affordable Care Act, que prohibeix a les companyies d'assegurances mèdiques negar la cobertura basada en una condició preexistent com l'autisme. També va assenyalar la recent llei de 2014 sobre l'autisme CARES, que ofereix formació de nivell superior per a aquells que presten servei als ciutadans de l'espectre autista.